# Call (eina)

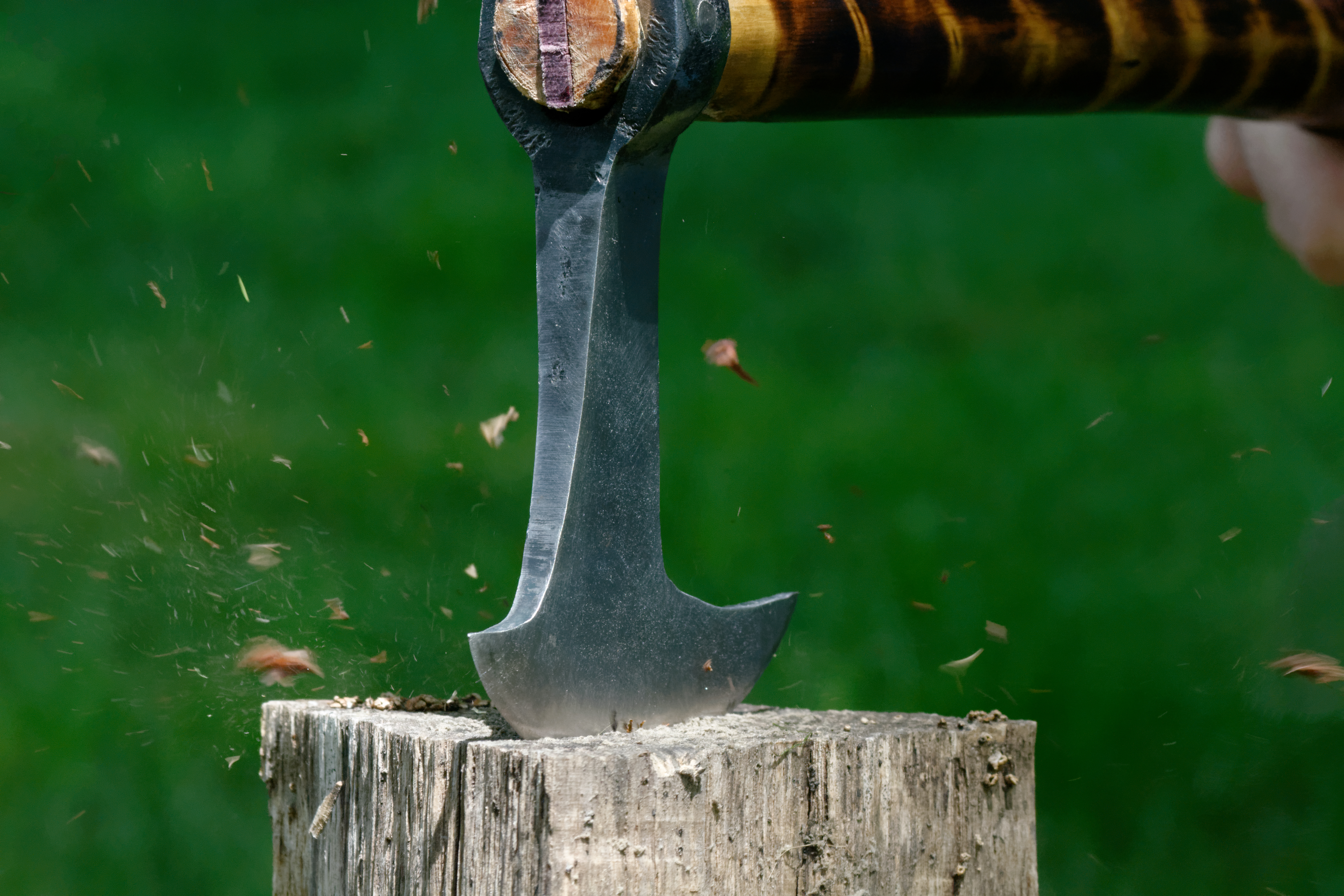
Una destral amb un call visible al cap del mànec

Un call és una petita falca que s'utilitza per a fixar el mànec d'eines de picar com martells, destrals o aixades. És generalment de metall. Un cop s'ha inserit el mànec al forat del cap de l'eina en qüestió, es clava el call al cap del mànec perquè s'obri i quedi travat contra les parets del forat. D'aquesta manera, es poden clavar forts cops amb el cap de l'eina sense que es bellugui o s'escapi.